# Westfalenwanderweg
Der Westfalenwanderweg (Eigenschreibung WestfalenWanderWeg) ist ein 210 km langer Wanderweg in Nordrhein-Westfalen, der bereichsweise vom Sauerländischen Gebirgsverein (SGV) betreut wird. Der Wanderweg fällt in die Kategorie der Hauptwanderstrecken des SGV und besitzt wie alle anderen Hauptwanderstrecken als Wegzeichen das weiße Andreaskreuz X, hier um den Buchstaben W erweitert. 
Er beginnt in Hattingen und führt über Witten, Wetter, Herdecke, Dortmund, Schwerte, Fröndenberg, Werl, Möhnesee, Rüthen, Büren und die Wewelsburg nach Altenbeken am  Eggegebirge. Nur in der Mitte im Bereich des Haarstrangs stellt der Weg eine Neuschöpfung dar. Von Hattingen bis Schwerte folgt er dem Ruhrhöhenweg, ab Rüthen bis zur Wewelsburg der Hauptwanderstrecke 26 des SGV. Anschließend nutzt er Wege des Eggegebirgsverein.